# 빌럼 2세 판 오라녜
빌럼 2세 판 오라녜(네덜란드어: Willem II van Oranje, 1626년 5월 27일 ~ 1650년 11월 6일)는 네덜란드의 오라녜 공작(재위: 1647년 3월 14일 ~ 1650년 11월 6일)이다. 네덜란드 공화국에서 홀란트, 제일란트, 위트레흐트, 헬데를란트, 오버레이설, 흐로닝언의 총독(스타트허우더)을 역임했다. 
빌럼 2세는 1626년에 당시 오라녜 공작이었던 빌럼 1세 판 오라녜(침묵공 빌럼)의 아들이자 오라녜 공 마우리츠의 이복동생이었던 프레데리크 헨드리크의 아들로 태어났다. 빌럼 2세가 태어날 당시 독일에서 벌어지던 30년 전쟁과 스페인과 네덜란드에서 벌어지고 있던 80년 전쟁이 진행 중인 상태였고, 1647년에 아버지가 사망하고 오라녜 공의 자리를 세습받았을 때 즈음에 30년 전쟁과 80년 전쟁이 사실상 마무리되고 있었다. 1648년에 체결된 뮌스터 평화 조약을 통하여 기존에 스페인의 지배를 받고 있었던 네덜란드는 공식적으로 독립하는 데에는 성공하였다.
1641년 영국의 국왕 찰스 1세의 장녀 오라녜 공비 프린세스 로열 메리와 혼인하였다. 이후 처가인 스튜어트가가 당시 청교도 혁명으로 피난을 오자 빌럼 2세는 이들을 지원하였고 이후 훗날 찰스 2세가 왕정복고를 이루는데 큰 도움을 주었다.
1650년 빌럼 2세는 아내가 임신 중인 아이(훗날 빌럼 3세)가 태어나기 불과 1주일 전 천연두로 24살이라는 젊은 나이(재위기간은 약 3년)에 요절하고 만다. 이 부부의 외아들인 빌럼 3세는 훗날 1672년이 되서야 다시 총독의 직위를 계승하였고, 영국의 명예 혁명을 통하여 1689년 영국의 국왕을 겸하게 된다.